# Чарский район
Чарский район (каз. Шар ауданы) — административно-территориальная единица в составе Восточно-Казахстанской и Семипалатинской областей, существовавшая в 1939—1964, 1972—1997 годах. Центр — город Чарск.
Чарский район был образован в составе Семипалатинской области 16 октября 1939 года из частей Жарминского и Жанасемейского районов. В состав Чарского района вошли пгт Чарский, а также Афанасьевский, Божугурский, Дельбегетейский, Кезенсуйский, Кудасовский, Карповский, Коргамбаевский и Чалобаевский с/с. Вскоре Карповский с/с был переименован в Кировский.
В 1951 году был образован пгт Октябрьский.
В 1954 году был упразднён Коргамбаевский с/с.
В 1957 году Кудасовский с/с был присоединён к Чалобаевскому. Из упразднённого Жанасемейского района в Чарский были переданы Муратовский и Ново-Баженовский с/с.
В 1962 году упразднён Афанасьевский с/с. Образован пгт Бакырчик и Бакырчикский п/с.
10 января 1963 года вместо Чарского района был создан Чарский промышленный район, в который вошли город Чарск, пгт Акжал, Бакырчик, Боко и Октябрьский. 1 ноября того же года в Чарский промышленный район был передан Жангизтобинский п/с (из Жарминского района).
31 декабря 1964 года Чарский промышленный район был упразднён путём присоединения к Жарминскому району.
10 марта 1972 года Чарский район был восстановлен. В его состав из Жарминского района были переданы город Чарск, пгт Ауэзов, Октябрьский, Суук-Булак, а также Бель-Терекский, Божугурский, Дельбегетейский, Карасуйский и Чалобаевский с/с. В том же году образован Жайминский с/с.
В 1977 году образован Теристанбалинский с/с, в 1979 — Кошекский с/с.
В 1994 году Чалобаевский с/с был переименован в Шалобаевский, пгт Октябрьский — в Еспе.
3 мая 1997 года в связи с ликвидацией Семипалатинской области Чарский район был передан в Восточно-Казахстанскую область.
23 мая 1997 года Чарский район был упразднён, а его территория передана в Жарминский район.